# Pol Arias
Pol Arias, född 8 augusti 1996, är en andorransk simmare.
Arias tävlade för Andorra vid olympiska sommarspelen 2016 i Rio de Janeiro, där han blev utslagen i försöksheatet på 400 meter frisim.